# پستون، نورفک
پستون (به انگلیسی: Paston) یک روستا و محله مدنی در بریتانیا است که در North Norfolk واقع شده‌است. پستون ۵٫۶۶ کیلومتر مربع مساحت و ۲۳۹ نفر جمعیت دارد.